# مات بيتنكورت
مات بيتنكورت (بالإنجليزية: Matt Bettencourt)‏ هو لاعب غولف أمريكي، ولد في 12 أبريل 1975 في ألاميدا في الولايات المتحدة.

## وصلات خارجية
- مات بيتنكورت على موقع رابطة لاعبي الغولف المحترفين (الإنجليزية)
- مات بيتنكورت على موقع التصنيف العالمي الرسمي للغولف (الإنجليزية)